# Tonsina
Tonsina è un piccolo centro abitato dell'Alaska centro-meridionale (Stati Uniti d'America). In realtà secondo l'amministrazione degli Stati Uniti d'America è definita CDP, ossia Census-designated place (non ha una forma di amministrazione legalmente riconosciuta) del Census Area di Valdez-Cordova appartenente al Unorganized Borough (vedi Borough e Census Area dell'Alaska).

## Geografia fisica
La cittadina è situata a 132 km da Valdez lungo l'autostrada Richardson (Richardson Highway). Si trova a qualche chilometro prima (in direzione Glennallen) dell'intersezione con l'autostrada Edgerton (Edgerton Highway) che collega Chitina con il resto dell'Alaska. A est è contornata dai monti Wrangell (Wrangell Mountains), a nord dalla catena dell'Alaska orientale (Alaska Range) a ovest dal lago Tonsina (Tonsina Lake), mentre a sud si trovano i monti Chugach (Chugach Mountains). Nell'area comunale scorre il fiume Tonsina (Tonsina River) che sfocia nel fiume Copper.
Secondo l'Ufficio del censimento degli Stati Uniti d'America (United States Census Bureau) Tonsina ha una superficie di 383 km{\displaystyle ^{2}} (di cui 0,22 km{\displaystyle ^{2}} è acqua; la percentuale di acqua è quindi del 0,13%) e una popolazione di 78 persone (secondo il censimento del 2010).

## Clima
La zona climatica è prevalentemente continentale (subartico) con lunghi inverni freddi ed estate relativamente calde. In gennaio la temperatura media inferiore è di circa - 25 °C (- 50 °C in casi eccezionali), mentre a luglio la temperatura media superiore è di 20 °C. In inverno non nevica molto.

## Storia
L'area di Tonsina fin dai tempi storici è stata frequentata dai nativi in lingua "Ahtna Athabascan" (le date dei primi ritrovamenti archeologici variano tra i 7.000 ai 5.000 anni fa). In tempi moderni la cittadina è stata fondata all'inizio del '900 in concomitanza alla costruzione dell'autostrada Richardson.